# Mustafà Paixà al-Naixxar
Mustafà Paixà al-Naixxar (El serrador) fou per dues vegades beglerbegi (governador) otomà del Iemen al segle xvi.
Era oficial de l'exèrcit que va conquerir Egipte el 1517; quan el governador Khain Ahmed Pasha (1523-1525) es va revoltar i va haver de fugir, va participar en el saqueig del seu palau i amb les riqueses així obtingudes va comprar els favors de Dawud Pasha que després fou governador (1538-1549) el qual el 1539 el va designar cap del pelegrinatge per un any. El malnom d'al-Naixxar (al-Nashshar) se li va donar perquè feia serrar per la meitat als bandits que capturava atacant a les caravanes de pelegrins. El 1540 Dawud Pasha el va enviar com a governador al Iemen amb seu a Zabid sent el primer que va portar el títol i rang de beglerbegi i de paixà.
Va governar cinc anys. El 1542 va donar suport amb armament i tropes als musulmans somalis d'Adal dirigits per Ahmad ben Ibrahim al-Ghazi que lluitaven contra Abissínia que començava a rebre suport portuguès; amb el seu ajut el sobirà d'Adal va poder derrotar els portuguesos (agost del 1542) però després de la victòria, els mosqueters otomans van sortir del país. El 1543 va ocupar la Tihama septentrional de mans d'un fill de l'imam zaidita; i el 1544 va fer un atac a Sanà que no va reeixir. Va retornar a Egipte el 1545. La seva experiència com a cap de la caravana de pelegrins egipcis li va servir per establir la caravana de pelegrins iemenites.
Entre 1546 i 1548 fou altre cop cap del pelegrinatge egipci. El 1549 fou caicaman (vicegovernador) d'Egipte i el 1551 va retornar al Iemen amb una missió especial que, tot i les complicacions de Mustafà amb el governador otomà Özdemir Pasha (1549-1554), va permetre el 1552 el reconeixement de la sobirania otomana per part de l'imam zaydita al-Mutahhar ibn al-Mutawàkkil. A finals del 1554 fou nomenar beglerbegi del Iemen per segona vegada però va morir abans de final d'any a Zabid.